# Добровольное пожарное общество (Новониколаевск)

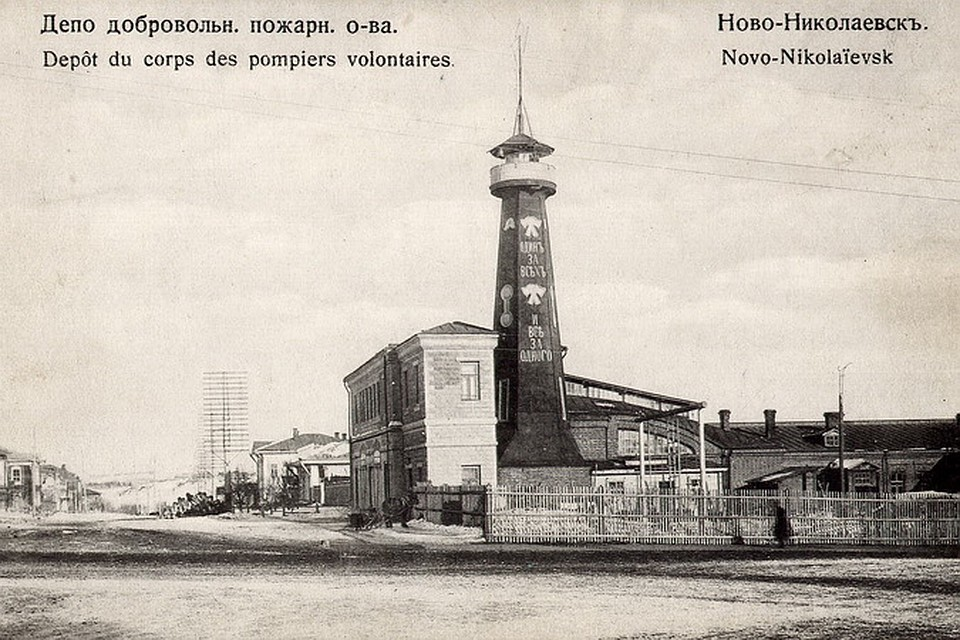

Добровольное пожарное общество (ДПО) — пожарная служба, созданная в 1897 году в Новониколаевске.

## История
27 июня 1897 года губернатором Томской губернии был подписан Устав Новониколаевского пожарного общества. Пожарное оборудование было куплено на добровольные пожертвования граждан. Первое время инвентарь хранился на участке дома Н. М. Тихомирова, так как у общества ещё не было собственного депо.
Команда ДПО состояла из 17 вольных служителей и небольшого обоза.
30 апреля 1901 года было организовано собрание пожарного общества, на котором зачитали доклад правления «О даровании высочайшей милостью трёх усадебных участков под постройки пожарных депо и в отпуске из сумм кабинета Его Императарского Величества 4679 рублей на приобретение машин и постройку пожарного депо».
13 апреля 1904 года прошло собрание пожарного общества, на котором был рассмотрен отчёт председателя Д. Д. Назарова за год, а также принято решение о строительстве депо возле церкви Александра Невского. В этот же год для общества возвели деревянное здание, в котором позднее расположилась первая телефонная станция.
В 1905 году на углу Николаевского проспекта и Спасской улицы была построена первая деревянная каланча.
Позднее в Вокзальной части возле сада Андреева появилось отделение пожарного общества.
Из-за стремительного роста Новониколаевска, в особенности Закаменской части, городская управа приняла решение о создании Закаменского пожарного обоза, на постройку которого выделили 22 620 рублей. В результате в городе начала действовать третья пожарная команда, расположившаяся на углу Казанской и Павловской улиц. Она состояла из 22 штатных служителей, в распоряжении которых было 18 лошадей, 13 бочек и 3 ручных насоса.

### Юбилейный праздник 1907 года
11 июня 1907 года город отмечал юбилей добровольного пожарного общества. В числе поздравивших новониколаевских пожарных были управляющий императорским имением Киюц («Шлю поздравления и искренние пожелания дальнейшего развития общества и команды...») и великий князь Владимир Александрович («Приветствую Новониколаевское пожарное общество с первым юбилеем»). Праздничная программа предусматривала молебен возле депо пожарного общества, шествие городской пожарной команды и дружины ДПО к пожарному депо, молебен у городского депо, получение награды; доклад в театре Андреева о развитии пожарного дела Новониколаевска, закуску для дружинников и приглашённых, спектакль со сбором средств для общества, гулянье в саду. В качестве распорядителей юбилейного вечера выступили члены правления пожарного общества и гласные Городской думы Жерновков, Кашин и Литвинов.

### Пожар 1909 года

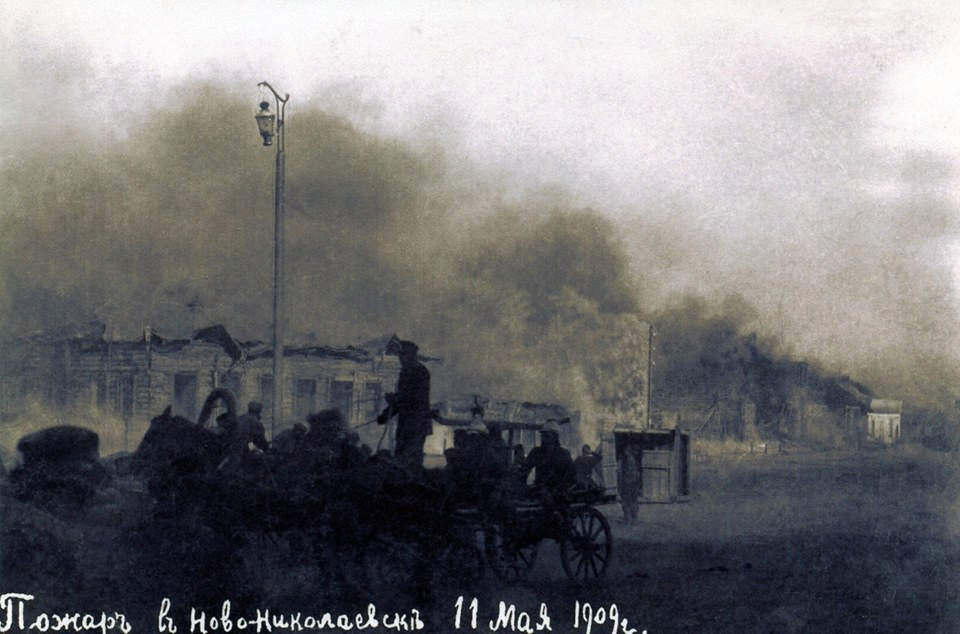
Новониколаевский пожар 1909 года.

11 мая 1909 года в Новониколаевске произошёл крупный пожар, из-за которого огромная часть квартальной застройки была уничтожена. Дружина пожарного общества не смогла побороть распространявшийся по городу огонь. Обрушившаяся от пожара деревянная каланча погребла под собой обоз с бочками, лестницы и багры. Удалось отстоять лишь телефонную станцию и пожарный колокол. Прибывшей на помощь Закаменской команде пожарных также не удалось исправить ситуацию.

### 1910—1937
В 1910 году завершилось строительство новой каланчи, которая вместе с находившейся при ней пожарной частью просуществовала вплоть до постройки на этом месте в 1930-х годах стоквартирного дома.

## Пожарная команда
В типовой штат пожарного обоза входили брандмейстер, помощник, рядовые пожарные, трубники и кучера. В конном пожарном обозе были приводимые вручную пожарные насосы, багорный ход и конные бочки для транспортировки воды к месту пожара. Отдельная конная повозка перевозила оснащённые гайками Рота пеньковые рукава и складную лестницу.
Отделения пожарного общества имели по два ручных насоса (конно-бочечные ходы).
Оповещение о пожаре происходило главным образом посредством сигнала с вышки наблюдения. Для вызова дополнительных сил на каланче поднимались шары, сложность пожара обозначалось их количеством.
В большинстве случаев пожарные занимались не столько тушением горевших домов, сколько защитой от возгорания расположенных близ пожара построек.